# Gorsyang
Gorsyang (en népalais : नुवाकोट) est un comité de développement villageois du Népal situé dans le district de Nuwakot. Au recensement de 2011, il comptait 3 431 habitants.